# Шуршин Борис Михайлович
Борис Михайлович Шуршин (нар. 2 квітня 1958, Ворожба, Сумська область, Українська РСР, СРСР) — український футболіст, півзахисник Дніпра 1980-х рр, охтирського Нафтовика та ряду інших клубів. Майстер спорту СРСР (1985).

## Спортивна кар'єра
З шістнадцяти років виступав за команду «Авангард» (Білопілля) в чемпіонаті Сумської області. У другій половині 70-х років захищав кольори сумського «Фрунзенця» і київського СКА. У складі армійців зі столиці України здобув дві срібні й одну бронзову медалі чемпіонатів УРСР.
Протягом шести років виступав за команди з Дніпропетровщини: нікопольський «Колос» і «Дніпро». У складі команди з «Метеору» — учасник чотирьох чемпіонатів у вищій лізі, провів шість матчів у Кубку УЄФА 1985/86 (проти східнонімецького «Вісмута», нідерландського ПСВ і югославського «Хайдука»).
З 1987 по 1995 рік захищав кольори охтирського «Нафтовика». Чемпіон УРСР 1990 року і фіналіст кубка УРСР наступного сезону. Учасник першого чемпіонату України і третій призер турніру команд першої ліги в сезоні 1992/93. Всього за команду райцентру Сумської області провів 325 лігових матчів, забив 71 м'яч.
Після нетривалого перебування у лавах стрийської «Скали», знову повернувся на Сумщину. Останні три сезони футбольної кар'єри провів у складі «Явору» з Краснопілля. Завершив виступи в сорок років. Всього провів близько 750 лігових матчів і забив 153 м'ячі (у тому числі в елітних дивізіонах — 73 матчі, 2 голи).

## Досягнення
- Третій призер першої ліги України (1): 1993
- Чемпіон УРСР (1): 1991
- Другий призер чемпіонату УРСР (2): 1977, 1979
- Третій призер чемпіонату УРСР (1): 1978
- Фіналіст кубка УРСР (1): 1990

## Статистика
| Команда                    | Ліга             | Чемпіонат | Чемпіонат | Кубок | Кубок | Кубок УЄФА | Кубок УЄФА | Усього | Усього |
| Команда                    | Ліга             | Ігри      | Голи      | Ігри  | Голи  | Ігри       | Голи       | Ігри   | Голи   |
| -------------------------- | ---------------- | --------- | --------- | ----- | ----- | ---------- | ---------- | ------ | ------ |
| «Дніпро» (Дніпропетровськ) | D1               | 57        | 2         | 8     | 0     | 6          | 0          | 71     | 2      |
| «Колос» (Нікополь)         | D2               | 124       | 35        | 8     | 0     |            |            | 132    | 32     |
| «Фрунзенець» (Суми)        | D3               | 25+       | 14        |       |       | 25+        | 14         |        |        |
| СКА (Київ)                 | D3               | 92        | 6         | 4     | 0     | 96         | 6          |        |        |
| «Нафтовик» (Охтирка)       | D3               | 222       | 46        | 5     | 1     | 227        | 47         |        |        |
| Усього в СРСР              | Усього в СРСР    | 520+      | 103       | 25    | 1     | 6          | 0          | 551+   | 104    |
| «Нафтовик» (Охтирка)       | D1               | 16        | 0         | 5     | 0     |            |            | 21     | 0      |
| «Нафтовик» (Охтирка)       | D2               | 87        | 25        | 6     | 0     | 93         | 25         |        |        |
| «Скала» (Стрий)            | D2               | 21        | 5         |       |       | 21         | 5          |        |        |
| «Явір» (Краснопілля)       | D2               | 85        | 20        | 5     | 1     | 90         | 6          |        |        |
| Усього в Україні           | Усього в Україні | 209       | 50        | 16    | 1     | 0          | 0          | 225    | 51     |

Статистика виступів у кубку УЄФА:
| 18 вересня 1985 16:00 |

| «Вісмут» (Ауе) | 1 – 3 | «Дніпро»                              |
| -------------- | ----- | ------------------------------------- |
| Шмідт 75'      | звіт  | Литовченко 27' Таран 47' Кузнецов 76' |

| Стадіон ім. Отто Гротеволя (Ауе) |

Провів на полі всі 90 хвилин матчу.
| 2 жовтня 1985 19:00 |

| «Дніпро»          | 2 – 1 | «Вісмут» (Ауе) |
| ----------------- | ----- | -------------- |
| Протасов 51', 78' | звіт  | Лоренц 73'     |

| «Металург» (Кривий Ріг) |

На 70-й хвилині його замінив Олексій Чередник.
| 23 жовтня 1985 19:00 |

| ПСВ (Ейндговен)            | 2 – 2 | «Дніпро»          |
| -------------------------- | ----- | ----------------- |
| Макдональд 55' Торесен 80' | звіт  | Протасов 17', 68' |

| «Філіпс» (Ейндговен) |

На 86-й хвилині його замінив Микола Кудрицький.
| 6 листопада 1985 19:00 |

| «Дніпро»       | 1 – 0 | ПСВ (Ейндговен) |
| -------------- | ----- | --------------- |
| Литовченко 47' | звіт  |                 |

| «Металург» (Кривий Ріг) |

На 68-й хвилині його замінив Микола Кудрицький.
| 27 листопада 1985 19:00 |

| «Дніпро» | 0 – 1 | «Хайдук» (Спліт) |
| -------- | ----- | ---------------- |
|          | звіт  | Пучков 47' (аг)  |

| «Металург» (Кривий Ріг) |

На 75-й хвилині його замінив Микола Кудрицький.
| 27 листопада 1985 19:00 |

| «Хайдук» (Спліт) | 2 – 0 | «Дніпро» |
| ---------------- | ----- | -------- |
| Гудель 47', 64'  | звіт  |          |

| «Полюд» (Спліт) |

На 64-й хвилині його замінив Олексій Чередник.